# زادعلی خلیل طهماسبی
زادعلی خلیل طهماسبی (زادهٔ ۱۳۴۲ در لردگان) نمایندهٔ حوزهٔ انتخابیهٔ لردگان در دورهٔ هفتم مجلس شورای اسلامی بوده‌است.